# مساحة آر في الجنوبية

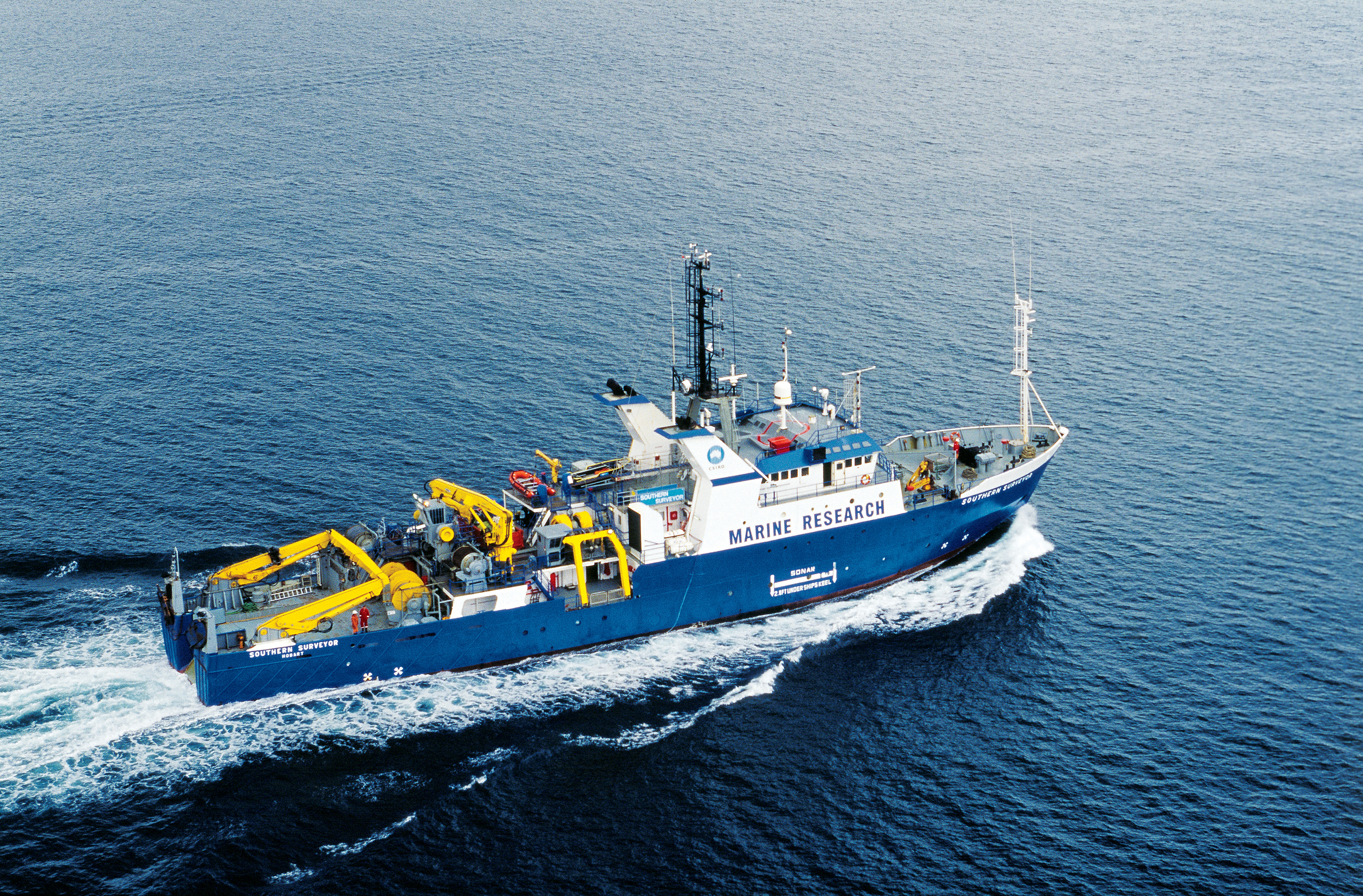
صورة ملتقطة للسفينة "مساحة آر في الجنوبية"

مساحة آر في الجنوبية هي سفينة أبحاث بحرية أسترالية . كانت مملوكة ومدارة من قبل منظمة الكومنولث للبحوث العلمية والصناعية (CSIRO)، مع عملياتها الممولة من قبل الحكومة الأسترالية لإجراء البحوث في علم المحيطات وعلوم الأرض والنظم البيئية ومصايد الأسماك. تم بناؤه في المملكة المتحدة عام 1972 واستحوذت عليها CSIRO في عام 1988.استبدلت في عام 2014 من قبل RV Investigator .

## إنجازات
أجرت السفينة 111 رحلة بحثية للمرافق البحرية الوطنية قطعت خلالها مسافة 481،550 كم. تشمل الإنجازات اكتشاف البراكين المغمورة بين فيجي وساموا، وتجميع سجلات المناخ من الشعاب المرجانية القديمة، وإنتاج خريطة كيمياء الكربون للحاجز المرجاني العظيم، واكتشاف عام 2006. دوامة قطرها 200 كيلومتر في المياه فوق بيرث كانيون قبالة ساحل جزيرة روتنست، أستراليا الغربية.
في عام 2012 أكد المساح الجنوبي «عدم اكتشاف» جزيرة ساندي .

## روابط خارجية
- المرفق الوطني البحري CSIRO - مساح جنوبي